# Chakghat
Chakghat é uma cidade e uma nagar panchayat no distrito de Rewa, no estado indiano de Madhya Pradesh.

## Demografia
Segundo o censo de 2001, Chakghat tinha uma população de 9103 habitantes. Os indivíduos do sexo masculino constituem 53% da população e os do sexo feminino 47%. Chakghat tem uma taxa de literacia de 64%, superior à média nacional de 59,5%; a literacia no sexo masculino é de 72% e no sexo feminino é de 54%. 18% da população está abaixo dos 6 anos de idade.